# Associazione Calcio Lumezzane
Football Club Lumezzane VGZ Associazione Sportiva Dilettantistica é um clube de futebol italiano da cidade de Lumezzane. O clube foi fundado em 1948, suas cores são o azul e o vermelho. Joga no Stadio Comunale di Lumezzane com capacidade para 5.150 espectadores. Atualmente disputa a Promozione Lombardia.
Na temporada 2007-2008 da Serie C2, Lumezzane terminou em quarto lugar, e se classificou para os playoffs da promoção para a Serie C1. A equipe derrotou o terceiro colocado, Rodengo Saiano, na semifinal, 2 a 1 no agregado. Na final, ele empatou em 0 a 0, no agregado, com o Mezzocorona quinto colocado, e por sua equipe ter se classificado acima do Mezzocorona, em quarto, o time ganhou a promoção para a Serie C1. 
Mario Balotelli é o ex-jogador mais notável, ele agora defende o Brescia Calcio. Em 26 de novembro de 2009, o Lumezzane venceu o Atalanta, que na época disputava a Serie A, fora de casa, na Coppa Italia, com o gol solitário de Michele Marcolini, dando-lhes uma das maiores vitórias de sua história.